# 维勒瑟兰
维勒瑟兰（法語：Villecelin，法語發音：[vilsəlɛ̃]）是法国谢尔省的一个市镇，属于圣阿芒蒙龙区。

## 地理
维勒瑟兰（46°49'34"N, 2°10'54"E）面积9.39 平方千米，位于法国中央-卢瓦尔河谷大区谢尔省，该省份为法国中部省份，北起卢瓦雷省，西接卢瓦-谢尔省和安德尔省，南至克勒兹省，东南接阿列省，东临涅夫勒省。
与维勒瑟兰接壤的市镇（或旧市镇、城区）包括：拉塞勒孔代、舍扎勒伯努瓦、蒙卢伊、圣博代尔、沃内姆。

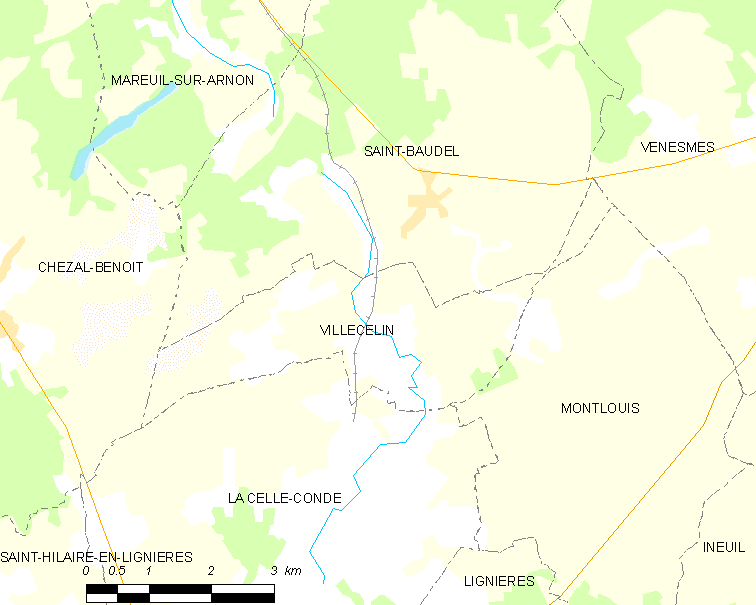
维勒瑟兰的OSM定位图

维勒瑟兰的时区为UTC+01:00、UTC+02:00（夏令时）。

## 行政
维勒瑟兰的邮政编码为18160，INSEE市镇编码为18283。

## 政治
维勒瑟兰所属的省级选区为沙托梅扬县。

## 人口

1962-2008年间维勒瑟兰人口变化图示

维勒瑟兰于2022年1月1日时的人口数量为78人。